# I spindelns nät
I spindelns nät (engelska Along Came a Spider) är en amerikansk thriller från 2001 som är regisserad av Lee Tamahori med Morgan Freeman och Monica Potter i huvudrollerna.

## Handling
Den unga dottern till en senator kidnappas av en lärare på sin skola. Kidnapparen kontaktar snart deckaren Alex Cross. Det märkliga är att han inte ställer några krav. Cross börjar utreda fallet tillsammans med Jezzie Flannigan som ansvarade för övervakningen på flickans skola.

## Rollista (urval)
| Morgan Freeman   | – Alex Cross         |
| Monica Potter    | – Jezzie Flannigan   |
| Michael Wincott  | – Gary Soneji        |
| Dylan Baker      | – Ollie McArthur     |
| Mika Boorem      | – Megan Rose         |
| Anton Jeltjin    | – Dimitri Starodubov |
| Michael Moriarty | – senator Hank Rose  |

## Om filmen
Filmen är en fristående uppföljare till Och han älskade dem alla från 1997, som liksom denna bygger på en romanserie av James Patterson.
I spindelns nät är bland annat inspelad i Baltimore, Maryland och Washington D.C. i USA samt i Vancouver, British Columbia i Kanada.
Den hade Sverigepremiär den 3 augusti 2001.